# 斯乔尔万达河

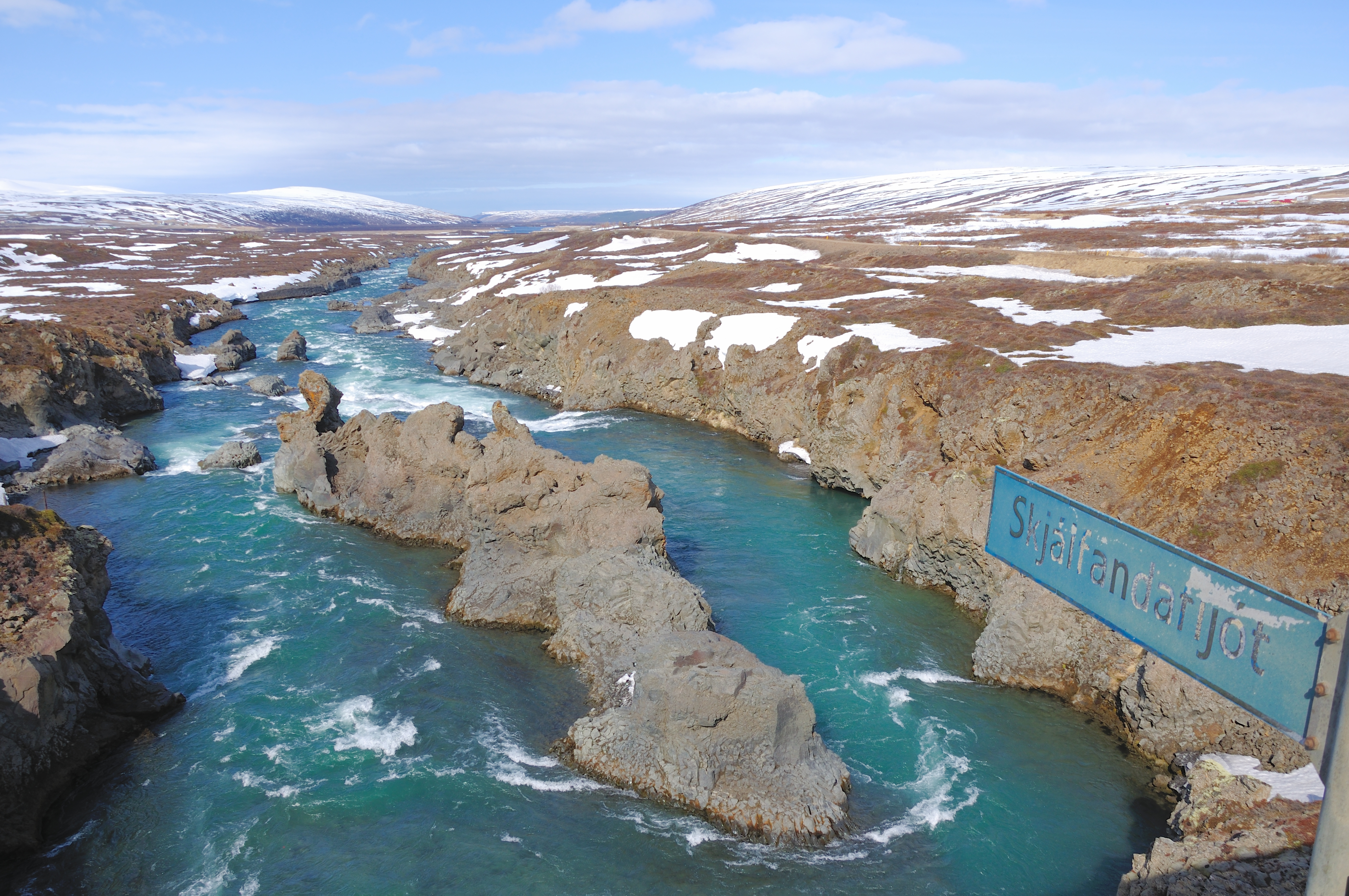
从环形路看望斯乔尔万达河

斯乔尔万达河是冰岛北部的河流。河长178公里，为冰岛第四长的河流。
河源位于冰岛高地瓦特納冰原的西北边界，然后沿着斯普伦吉沙地高地的道路平行流往北方，最后注入斯乔尔万迪湾。
该河的河段上有很多瀑布，包括眾神瀑布。其他著名的瀑布有：赫拉布纳比亚加瀑布（Hrafnabjargafoss）、阿尔代亚尔瀑布、巴尔纳瀑布、于德拉尔瀑布（Ullarfoss）。

## 图集

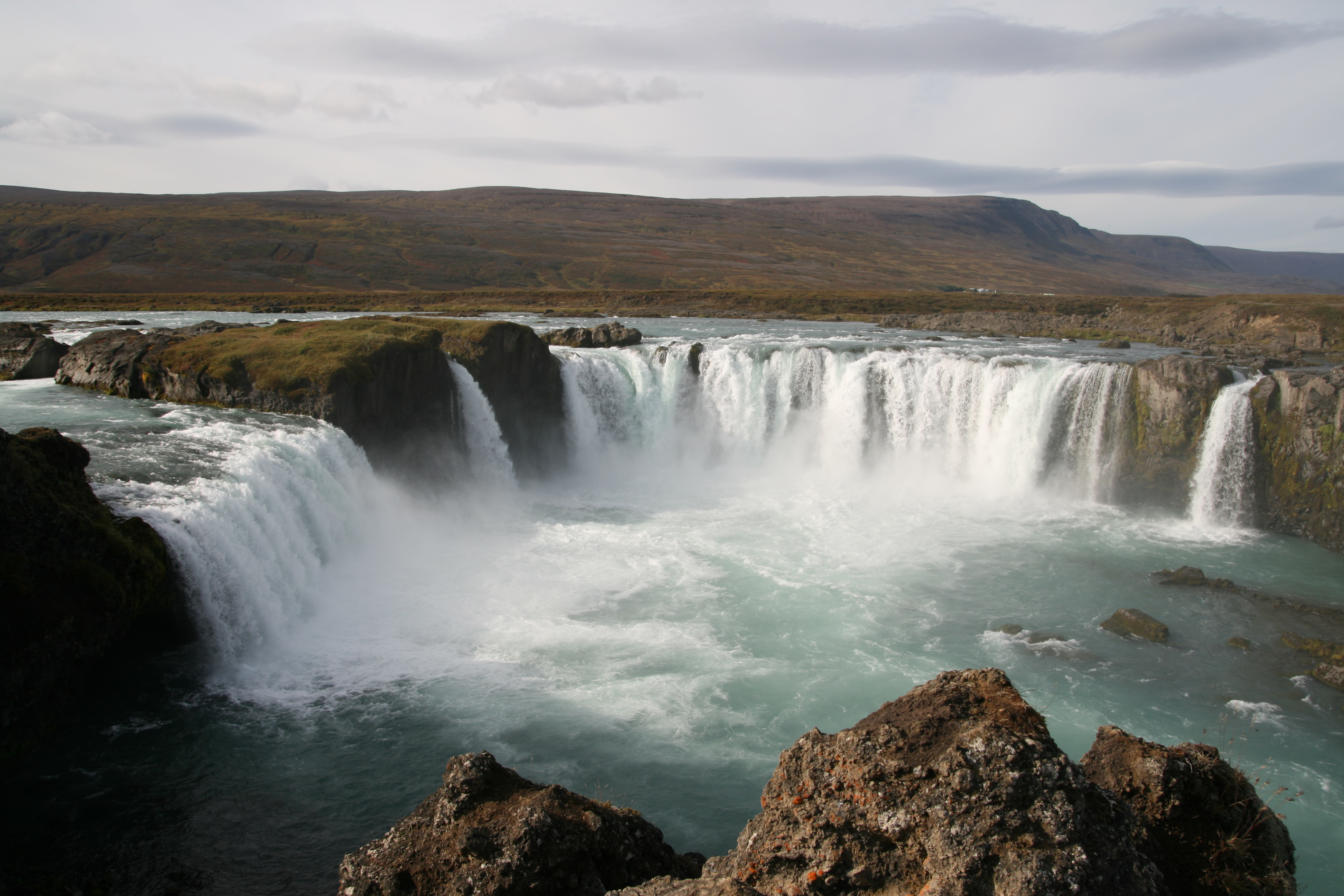
戈扎瀑布
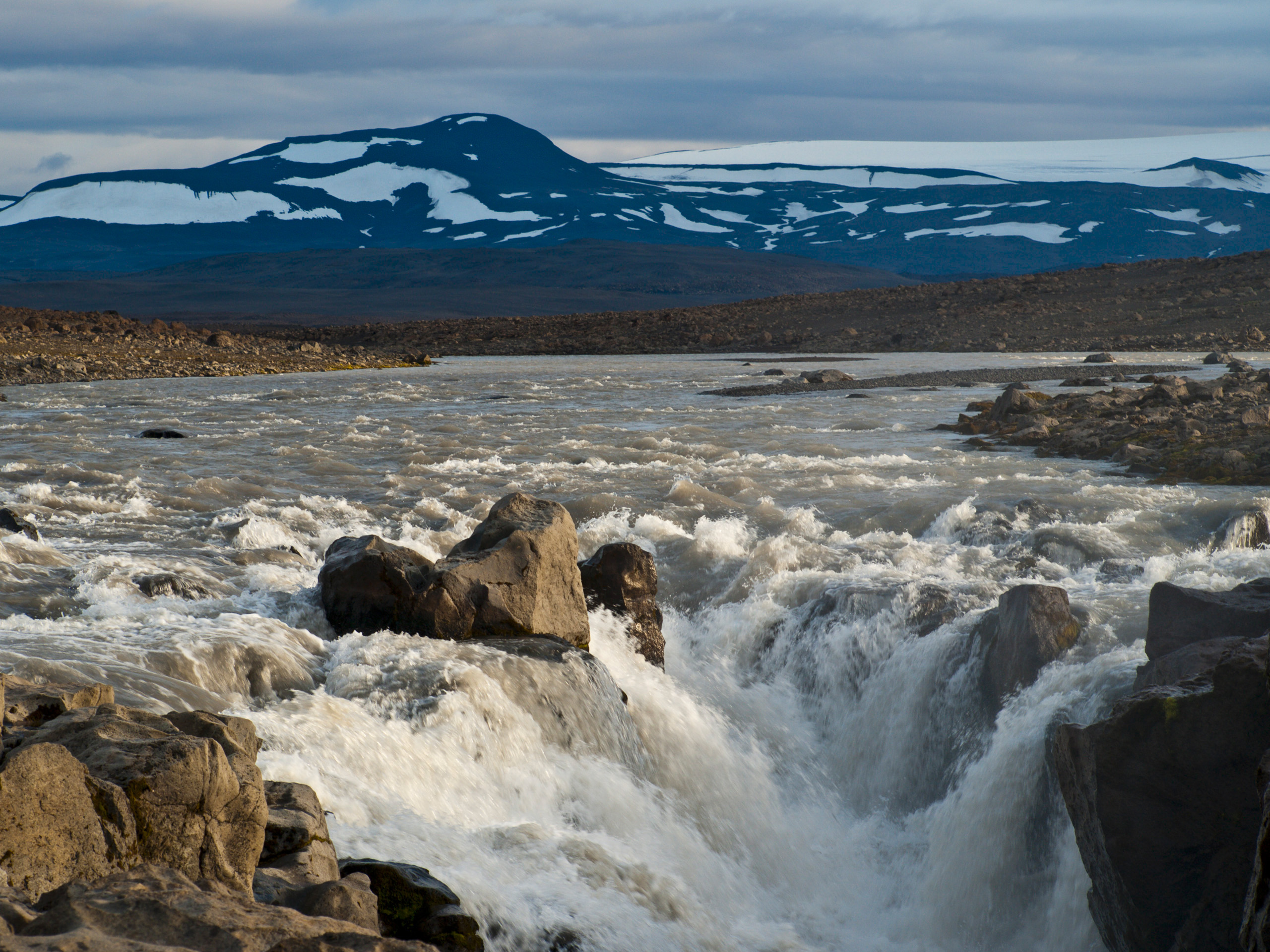
上游
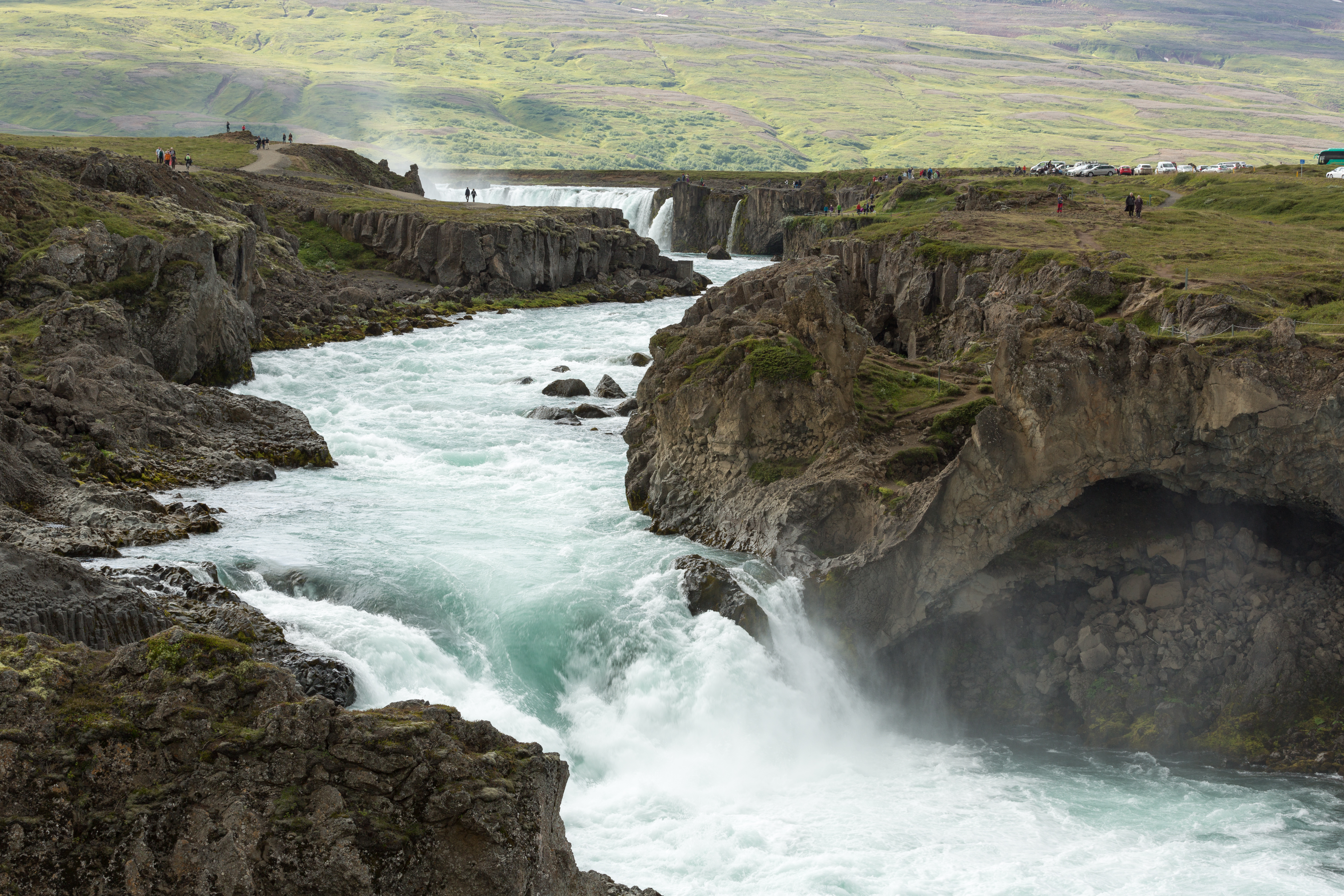
一号公路附近的河段
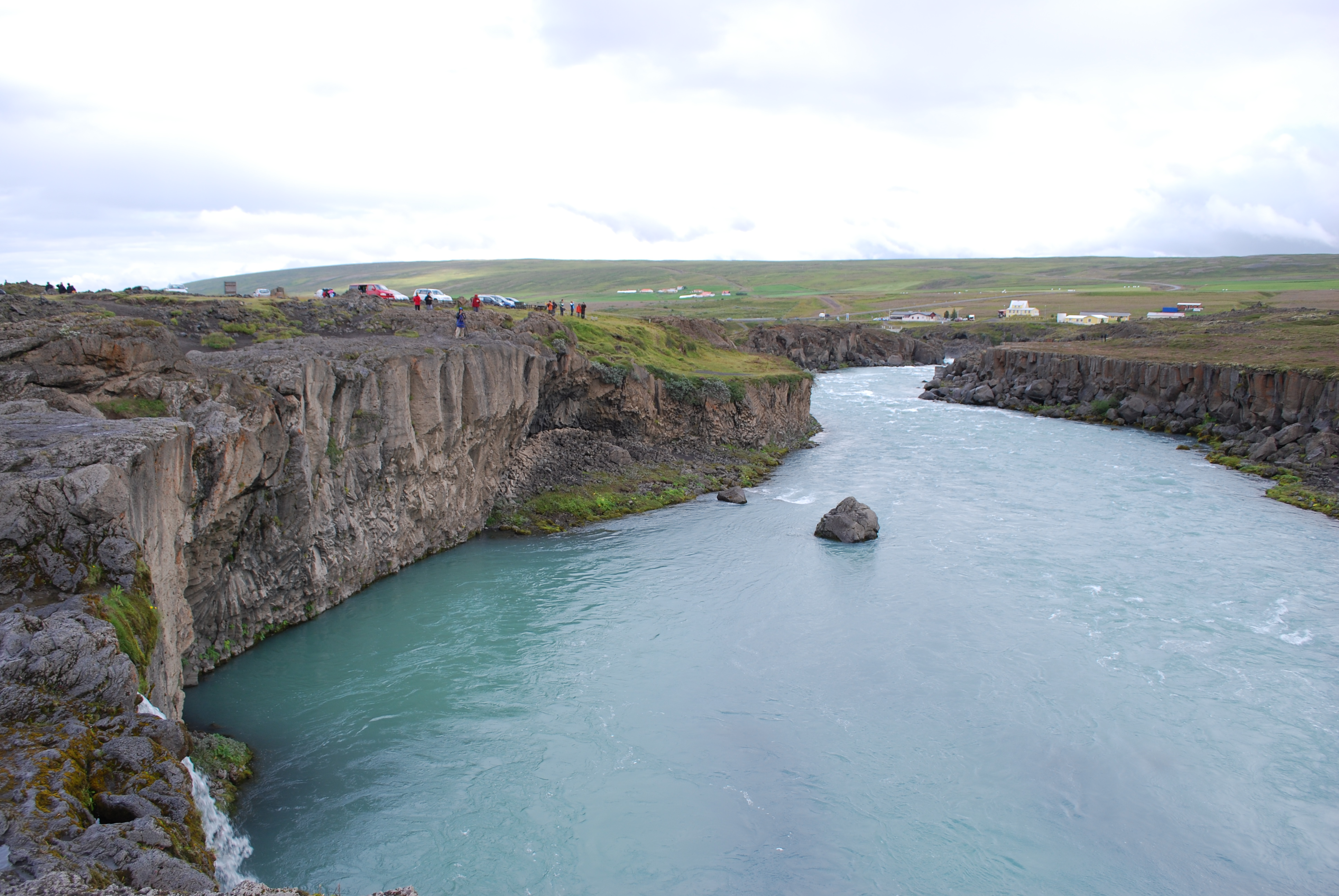
戈扎瀑布附近